# Asterisk
Ej att förväxla med Asterix eller asterism. För telefonväxeln, se Asterisk (telefonväxel).
Asterisk (*) är en symbol som påminner om en stjärna. Ordet kommer från latinets asteriscus av grekiskans ἀστερίσκος, asteriskos, "liten stjärna" från αστέρας, asteras, "stjärna", plus diminutivändelse.

## Asterisken inom olika områden
- Asterisken används ofta i text som nottecken.
- Inom språkvetenskapen markerar * före ett ord eller en mening att konstruktionen är direkt olämplig eller felaktig, till exempel rena felstavningar, felaktiga böjningar, missuppfattningar och liknande. Asterisken används också för att markera att ett ord är konstruerat, till exempel vid användning av hypotetiska protoindoeuropeiska ord.
- I dödsannonser och på gravvårdar används asterisk oftast för att ange födelsedatum, medan ett kors (†) används vid dödsdagen.
- I Den svenska psalmboken används asterisken för att markera en ståpsalm.
- Asterisken kan också användas inom kemin och fysiken för att ange att en atomkärna är exciterad, det vill säga har överskott av energi. Exempelvis står H* för en exciterad vätekärna.
- Också inom matematiken används asterisken, då som konjugattecken.
- I många programspråk används * som ersättningstecken för multiplikationstecknet (× eller ·). Dubbel asterisk, **, används i vissa programspråk för potensuttryck.
- Asterisken används ofta inom datorvetenskapen som jokertecken då man exempelvis söker i databaser, och anger då att sökordet inte är komplett. Asterisken står i sådana sammanhang för en sekvens av valfria tecken. Exempelvis betyder "Katt*" alla ord som börjar med texten "Katt".
- Då man anger filändelser, kan asterisken användas enligt trunkeringsmönstret ovan: *.pdf matchar exempelvis alla PDF-filer.
- På internet, tex. i rollspel, chatt och forum, används Asterisken ofta för att markera en handling eller händelse. Andra använder sig av bindestreck.
- Asterisken används också för att separera olika delar i böcker m.m.
- På tyska används ofta genusasterisk eller genusstjärna inuti ord som en genusinkluderande variant av sammanskrivning för personer och titlar som annars endast finns i separat manlig och kvinnlig form, för att undvika generisk maskulinform och inkludera ickebinära personer och andra könsidentiteter, t.ex. "Mitarbeiter*innen".

Asterisken kan på svenska Qwerty-datortangentbord nås genom att hålla inne skift och trycka på '-knappen (apostrof-knappen). Dess Unicode-kod är U+002A (Asterisk) och HTML-kod, &#42;.